# 버밍엄레이디우드 (영국 의회 선거구)
버밍엄레이디우드 (Birmingham Ladywood)는 영국 의회의 하원에서 지역을 대표하는 버밍엄시의 선거구이다. 2010년부터 노동당의 샤바나 마흐무드가 지역구 의원을 맡고 있다.

## 역사
1918년 영국 총선에서 처음 신설되었으며, 여러 차례의 지역구 경계 변화를 거쳤다. 1918년 총선에서 지역구가 신설될 당시 당선된 첫번째 의원은 보수당의 네빌 체임벌린으로 1929년 버밍엄에지버스턴 지역구로 기반을 옮겼으며 차후 영국 총리직에도 오른다. 당시 선거운동도 유명한데, 체임벌린 후보의 상대 후보로 자유당의 마거리 코벳 애쉬비 여사가 출마했기 때문이었다. 애쉬비 여사는 여성의 국회의원 출마가 허용되고 난 뒤의 첫번째 총선에 출마한 여성 후보 17인 중 한 명이었다. 이를 의식한 체임벌린 후보는 아내를 내세우고 "숙녀분들께 한말씀" (A word to the Ladies)이란 제목의 특별 전단지를 발행하며, 오후에 두 차례씩 면담을 여는 등, 여성 유권자 맞춤 선거운동을 펼쳐나갔다. 체임벌린은 당시 총선에서 여성 유권자를 상대로 지지를 호소한 몇 안 되는 남성 후보였다고 전해진다.
종전 이후에는 노동당 후보만 당선되고 있으며, 탄탄한 텃밭 지역구로 남아 있다. 유일한 예외는 1969년 재보궐선거에서 자유당의 월러스 롤러 후보가 당선된 사례인데, 이마저도 근소차로 당선되었기에 경합 지역구로 분류되었으며, 이듬해 1970년 영국 총선에서는 노동당의 도리스 피셔 후보가 당선되면서 다시 노동당 지역구로 되돌아갔다. 1983년 총선에서 당선된 클레어 쇼트 의원은 2006년 10월 20일 노동당 원내총무직 사퇴와 동시에 탈당을 선언, 남은 임기 동안 무소속 의원으로 남아 있기도 하였다. 이외의 역대 지역구 의원의 당적은 전부 노동당으로 기록되고 있다.
2010년 영국 총선에서는 영국 최초의 여성 무슬림 국회의원인 샤바나 마흐무드가 당선되었다. 2015년 영국 총선에서는 노동당이 승리한 232개 지역구 가운데 2위 후보와의 우위격차가 여섯번째로 컸던 지역구로 기록됐다.

## 지역 정보
버밍엄 레이디우드는 버밍엄 중심가를 비롯해 애스턴, 레이디우드, 너첼스, 소호 등의 지역을 포괄한다. 버밍엄에서도, 또 영국에서도 제일 민족분포가 다양한 지역이다. 1991년 인구총조사에서도 지역구 주민 중 55.6%가 흑인, 아시아인 등의 소수민족인 것으로 집계되었으며, 소수민족 주민 비율은 잉글랜드에서 단연 1위를 차지했다.
금융위기가 한창이던 2008년 7월에는 레이디우드 지역의 실업률이 18%로 웨스트미들랜즈에서 가장 큰 것으로 집계되었으며, 페리바 (8.1%), 스파크부르크와 스몰히스 (13.9%), 야들리 (7%) 등의 인근 지역과 비교해 봤을 때에도 높은 수준이었다. 2009년 1월에는 영국의 전 지역구 중에서 처음으로 주민 실업률이 10%를 초과하였다.
2014년 9월에는 레이디우드의 실업률이 12.4%로 감소하였으나, 정작 고용률은 종전의 46.1%에서 46.6%로 소폭 상승하였으며 웨스트미들랜즈 전체 고용률인 69.7%보다 한참 못 미쳤다.
레이디우드의 평균 주택가격은 155,000파운드 이하이며, 전국 평균 주택가격인 288,000파운드보다 낮은 것으로 조사되었다.

## 구획
- 1918–1950: 버밍엄 주급자치구 레이디우드, 로턴파크
- 1950–1955: 버밍엄 주급자치구 올세인츠, 레이디우드, 로턴파크
- 1955–1974: 버밍엄 주급자치구 더드스턴, 레이디우드, 세인트폴스
- 1974–1983: 버밍엄 주급자치구 올세인츠, 레이디우드, 로턴파크, 소호
- 1983–1997: 버밍엄 주급자치구 레이디우드, 샌드웰, 소호
- 1997–2010: 버밍엄시 애시턴, 레이디욷, 너첼스, 소호
- 2010년: 상기 동일, 일부 경계 조정.

버밍엄시 중심가 (레이디우드)를 전부 관할하며, 애시턴, 너첼스, 소호 일대도 관할하고 있다. 버밍엄시 내에서도 민족 비율이 다양하게 분포된 지역이다. 애시턴 대학교가 위치해 있으며 버밍엄을 연고로 하는 축구팀 애시턴 빌라 F.C.와 버밍엄 시티 F.C.도 이 지역을 기반으로 삼고 있다.

## 역대 국회의원
| 선거 | 선거       | 의원              | 정당          | 비고 |
| ---- | ---------- | ----------------- | ------------- | ---- |
|      | 1918년     | 네빌 체임벌린     | 보수당/연합당 |      |
|      | 1929년     | 윌프리드 와이틀리 | 노동당        |      |
|      | 1931년     | 제프리 로이드     | 보수당/연합당 |      |
|      | 1945년     | 빅터 예이츠       | 노동당        |      |
|      | 1969년     | 월러스 롤러       | 자유당        |      |
|      | 1970년     | 도리스 피셔       | 노동당        |      |
|      | 1974년 2월 | 브라이언 월든     | 노동당        |      |
|      | 1977년     | 존 세버           | 노동당        |      |
|      | 1983년     | 클레어 쇼트       | 노동당        |      |
|      | 2006년     | 클레어 쇼트       | 무소속        |      |
|      | 2010년     | 샤바나 마흐무드   | 노동당        |      |

## 선거

### 2010년대
| 선거                                      | 선거 결과 | 선거 결과                                              | 후보            | 후보            | 정당   | 득표   | %     | ±%    |
| ----------------------------------------- | --------- | ------------------------------------------------------ | --------------- | --------------- | ------ | ------ | ----- | ----- |
| 2019년 총선 투표수: 42,118 (56.2%) (–2.8) |           | 노동당 유지 과반 득표: 2,858,267.9 (–1.6%) –0.8% 선회  |                 | 샤바나 마흐무드 | 노동당 | 33,355 | 79.2  | –3.5  |
| 2019년 총선 투표수: 42,118 (56.2%) (–2.8) |           | 노동당 유지 과반 득표: 2,858,267.9 (–1.6%) –0.8% 선회  | 메리 눈         | 보수당          | 4,773  | 11.3   | –1.9  |       |
| 2019년 총선 투표수: 42,118 (56.2%) (–2.8) |           | 노동당 유지 과반 득표: 2,858,267.9 (–1.6%) –0.8% 선회  | 리 다그         | 자유민주당      | 2,228  | 5.3    | +2.5  |       |
| 2019년 총선 투표수: 42,118 (56.2%) (–2.8) |           | 노동당 유지 과반 득표: 2,858,267.9 (–1.6%) –0.8% 선회  | 앨릭스 니틀     | 녹색당          | 931    | 2.2    | +0.9  |       |
| 2019년 총선 투표수: 42,118 (56.2%) (–2.8) |           | 노동당 유지 과반 득표: 2,858,267.9 (–1.6%) –0.8% 선회  | 앤드루 가카즈   | 브렉시트당      | 831    | 1.9    | 신인  |       |
| 2017년 총선 투표수: 41,307 (59.0%) (+6.3) |           | 노동당 유지 과반 득표: 28,714 (69.5%) +8.6 +4.3% 선회  |                 | 샤바나 마흐무드 | 노동당 | 34,166 | 82.7  | +9.1  |
| 2017년 총선 투표수: 41,307 (59.0%) (+6.3) |           | 노동당 유지 과반 득표: 28,714 (69.5%) +8.6 +4.3% 선회  | 앤드루 브라우닝 | 보수당          | 5,452  | 13.2   | +0.5  |       |
| 2017년 총선 투표수: 41,307 (59.0%) (+6.3) |           | 노동당 유지 과반 득표: 28,714 (69.5%) +8.6 +4.3% 선회  | 리 다그         | 자유민주당      | 1,156  | 2.8    | –1.0  |       |
| 2017년 총선 투표수: 41,307 (59.0%) (+6.3) |           | 노동당 유지 과반 득표: 28,714 (69.5%) +8.6 +4.3% 선회  | 키펀츠 데니스   | 녹색당          | 533    | 1.3    | –2.9  |       |
| 2015년 총선 투표수: 35,916 (52.7%) (+4.0) |           | 노동당 유지 과반 득표: 21,868 (60.9%) +32.7 +8.6% 선회 |                 | 샤바나 마흐무드 | 노동당 | 26,444 | 73.6  | +17.9 |
| 2015년 총선 투표수: 35,916 (52.7%) (+4.0) |           | 노동당 유지 과반 득표: 21,868 (60.9%) +32.7 +8.6% 선회 | 이자벨 시그맥   | 보수당          | 4,576  | 12.7   | +0.8  |       |
| 2015년 총선 투표수: 35,916 (52.7%) (+4.0) |           | 노동당 유지 과반 득표: 21,868 (60.9%) +32.7 +8.6% 선회 | 클레어 브라운드 | 영국 독립당     | 1,805  | 5.0    | +2.5  |       |
| 2015년 총선 투표수: 35,916 (52.7%) (+4.0) |           | 노동당 유지 과반 득표: 21,868 (60.9%) +32.7 +8.6% 선회 | 마거렛 오콜     | 녹색당          | 1,501  | 4.2    | +1.8  |       |
| 2015년 총선 투표수: 35,916 (52.7%) (+4.0) |           | 노동당 유지 과반 득표: 21,868 (60.9%) +32.7 +8.6% 선회 | 샤자드 이크발   | 자유민주당      | 1,374  | 3.8    | –23.7 |       |
| 2015년 총선 투표수: 35,916 (52.7%) (+4.0) |           | 노동당 유지 과반 득표: 21,868 (60.9%) +32.7 +8.6% 선회 | 팀 버튼         | 자유영국        | 216    | 0.6    | 신인  |       |

## 같이 보기
- 버밍엄의 영국 의회 선거구

### 참조주
1. ↑  “Birmingham, Ladywood: Usual Resident Population, 2011”. 《Neighbourhood Statistics》. Office for National Statistics. 2015년 6월 4일에 원본 문서에서 보존된 문서. 2015년 1월 30일에 확인함.
2. ↑  “Electorate Figures – Boundary Commission for England”. 《2011 Electorate Figures》. Boundary Commission for England.  4 March 2011. 6 November 2010에 원본 문서에서 보존된 문서. 13 March 2011에 확인함.
3. ↑  Hallam, David J.A. Taking on the Men: the first women parliamentary candidates 1918 보관됨 2019-03-28 - 웨이백 머신, Studley, 2018 chapter 4, 'Corbett Ashby in Ladywood'.
4. ↑  Adetunji, Jo; Tran, Mark (2010년 5월 7일). “General election 2010: first female Muslim MPs elected”. 《The Guardian》 (London). 2010년 5월 7일에 확인함.
5. ↑  List of Labour MPs elected in 2015 by % majority 보관됨 2017-06-27 - 웨이백 머신  UK Political.info.  Retrieved 2017-01-29
6. ↑  https://warwick.ac.uk/fac/soc/crer/research/publications/monographs/monograph_no.9.pdf
7. ↑  Residence-based unemployment rates by parliamentary constituency United Kingdom, June 2008 House of Commons research paper
8. ↑  “Unemployment in graphics”. 《BBC News》. Recession tracker. 2009년 3월 18일. 2009년 3월 24일에 확인함.
9. ↑  “Constituency Profile”. 《nomis official labour market statistics》. Source: Office for National Statistics. 2015년 1월 31일에 확인함.
10. ↑  “Economically Active - Time Series: In employment”. 《nomis official labour market statistics》. Source: Office for National Statistics. 2015년 1월 31일에 확인함.
11. ↑  “Zoopla > Search Property to Buy, Rent, House Prices, Estate Agents”. 《www.zoopla.co.uk》.
12. ↑  레이그 레이먼트의 연도별 국회의원 목록 (Leigh Rayment's Historical List of MPs) –  'N'로 시작하는 선거구 - part 2
13. ↑  “Statement of Persons Nominated and notice of poll”. 《Birmingham Mail》. 2019년 12월 12일. 2019년 12월 13일에 확인함.
14. ↑  “Statement of Persons Nominated and notice of poll”. 《Birmingham City Council》. 2019년 2월 8일에 원본 문서에서 보존된 문서. 2017년 5월 11일에 확인함.
15. ↑  “Election Data 2015”. Electoral Calculus. 2015년 10월 17일에 원본 문서에서 보존된 문서. 2015년 10월 17일에 확인함.